# Year 3000
"Year 3000" (em inglês:  Ano 3000) é uma canção do grupo de pop rock britânico Busted, lançado como uma faixa do álbum Busted (2002) e como single em 2003. Posteriormente, foi cantado pela banda norte-americana Jonas Brothers, em 2006, que deu publicidade a canção nos Estados Unidos.
As letras da canção fazem referências à trilogia Back to the Future, incluindo trechos sobre o flux capacitor, bem como o fato de uma máquina do tempo que é mencionado como "like one in a film I've seen".

## Versão Busted
Versão original do Busted "Year 3000" foi lançado como single, em 2003, no Reino Unido. Após seu lançamento, a canção foi um grande sucesso na Europa, atingindo o segundo lugar no Reino Unido e no Irish Charts, enquanto alcançava o Top 10 na Áustria, na Bélgica e nos Países Baixos, e n º 1 na Alemanha.

## Lista de faixas
CD single 1
1. "Year 3000" - Single Version
2. "Year 3000" - Acoustic Version
3. "Year 3000" - DJEJ Remix
4. "Year 3000" - Instrumental
5. "Year 3000 Video"

CD single 2
1. "Year 3000" - Single Version
2. "Fun Fun Fun"
3. "Late Night Sauna"
4. "Enhanced Section"

CD single promocional europeu
1. "Year 3000" - Single Version
2. "Year 3000" - Single Version
3. "Fun Fun Fun"
4. "Late Night Sauna"
5. "Year 3000" - Acoustic Version
6. "Year 3000" - DJEJ Remix

## Versão por Jonas Brothers
Jonas Brothers regravou e lançou "Year 3000" em 2006. Para fazer sua versão mais comercial para adolescentes e crianças, algumas das letras das canções originais foram alteradas.
Por exemplo, na versão original lançada pelo Busted, diz "and your great-great-great granddaughter is pretty fine", enquanto a  versão da banda diz "and your great-great-great granddaughter is doing fine", também, "7o álbum ... outsold Kelly Clarkson", no lugar de Michael Jackson e "Girls there with round hair like Star Wars float above the floor", ao invés de "triple breasted women swim around town totally naked".
Embora a versão do Jonas Brothers fosse lançada em 2006, a canção não estava no Billboard Hot 100 até início de 2007, quando a canção finalmente estreou em 40º lugar. "Year 3000" foi o primeiro single do grupo e foi também seu primeiro single no Top 40. A canção acabou atingindo um 31º lugar na Billboard Hot 100. A canção é o destaque em seus dois primeiros álbuns, It's Time About e Jonas Brothers.